# Campus Saint-Jean (Université de l'Alberta)
Le Campus de la faculté Saint-Jean est un campus de l'Université de l'Alberta. La faculté francophone Saint-Jean regroupe plusieurs programmes et forme depuis 2005 un véritable campus. Le campus Saint-Jean est situé sur la rue Marie-Anne Gaboury, dans le quartier Bonnie Doon d'Edmonton.

## Historique
Fondé en 1908 sous le nom de «Juniorat Saint-Jean» à Pincher Creek, puis déménagé à Edmonton en 1910, et à son lieu actuel en 1911, il était alors une école gérée par les pères Oblats et étant conçue pour les jeunes hommes qui étudient la théologie en français.
Il devient le Collège Saint-Jean et s'éloigne de sa vocation religieuse à compter de 1943, puis change encore une fois de nom, pour le Collège universitaire Saint-Jean, en 1970. Il devient une partie de l'Université de l'Alberta en 1963. En 1977, le Collège universitaire Saint-Jean devient une faculté de l'Université de l'Alberta, et un campus en 2005.
Le Campus Saint-Jean a ainsi subi plusieurs transformations afin de répondre aux besoins de la francophonie de l'Ouest, et développé des programmes de maîtrise et une variété d'activités de recherche. Aujourd'hui, le Campus Saint-regroupe deux entités distinctes: la Faculté Saint-Jean, offrant des cours de 1er, 2e et 3e cycle, et le Centre collégial de l'Alberta, offrant des programmes collégiaux d'un ou deux ans. Le Campus contient également une école de langue, une chorale et une troupe théâtrale.

## Études en français
La faculté Saint-Jean propose un large programme de formations. Plusieurs départements sont offerts aux étudiants, dans les domaines des sciences, des Beaux-Arts, en langues, en sciences sociales et en Éducation.
En 2020, près de 1000 étudiants suivent un programme au sein du Campus Saint-Jean. Beaucoup d'étudiants sont originaires des autres provinces canadiennes. Environ 10 % de ces étudiants provenaient de l’international (30 pays sont représentés dont la France, la Belgique, la Suisse, le Maroc, la Tunisie, le Liban, etc.). Cet attrait international permet au campus Saint-Jean de dépasser le cadre d'une institution uniquement franco-albertaine, et de se présenter comme une institution de la francophonie canadienne et internationale. Le campus Saint-Jean accueille notamment des étudiants de pays non francophones (Amérique latine, Asie, etc.) en quête d'une formation universitaire en langue française pour approfondir leur connaissance dans cette langue apprise dans leur pays au niveau de la scolarité du secondaire.

## Apprentissage du français
Le Centre d’enseignement et de recherche en français (CERF) s’est transformé en École de langues du Campus Saint-Jean. Le CERF a eu 258 inscriptions à ses cours de français durant l’année 2009-2010. De plus, le Centre a été choisi par l’École de la fonction publique du Canada pour fournir de la formation en français langue seconde aux fonctionnaires du gouvernement fédéral en Alberta. Un projet pilote de formation en français pour les étudiants qui envisagent une carrière dans la fonction publique canadienne a aussi démarré en 2010.
La faculté Saint-Jean propose également des cours d'immersion en langue française pour les étudiants non-francophones.

## Recherche
Le Campus Saint-Jean a une spécialisation de recherche en études canadiennes. Il compte deux instituts de recherche, l’Institut d’études canadiennes et l'Institut pour le Patrimoine de la francophonie de l'Ouest canadien, regroupés sous l'Institut Marcelle et Louis Desrochers pour le Patrimoine et les recherches transdisciplinaires en francophonies canadiennes et internationales (IMELDA), dirigé par la professeure Srilata Ravi. L'IMELDA a été lancé en octobre 2019 dans le but d'offrir une plus grande visibilité aux communautés de l'Ouest canadien et au patrimoine matériel et immatériel de l’Ouest canadien, et de répondre aux défis des chercheurs de même qu'aux nouvelles attentes des communautés francophones de l’Ouest canadien.
Le campus compte aussi une semaine de la recherche.
Des activités de recherche sont aussi tenues à différents moments de l'année par l'Acfas-Alberta, un regroupement multidisciplinaire de chercheurs et étudiants d'expression française de la province, basé au Campus Saint-Jean.

## Gouvernance
| Années    | Doyen                |
| --------- | -------------------- |
| 2022-     | Jason Carey          |
| 2014-2022 | Pierre-Yves Mocquais |
| 2005-2014 | Marc Arnal           |
| 1995-2005 | Claudette Tardif     |
| 1985-1995 | Jean-Antoine Bour    |
| 1980-1985 | Gamila Morcos        |
| 1967-1980 | François McMahon     |

## Prix et hommages
En 1997, la Faculté Saint-Jean reçoit le Prix-du-3-juillet-1608 du Conseil de la langue française du Gouvernement du Québec.
En 2001, il reçoit le prix d’excellence «Actifs et fiers» de l’ACELF.
Ces deux prix soulignent sa contribution à la promotion de la langue et de la culture française en Amérique du Nord.

## Personnalités liées
- Gamila Morcos, ancienne doyenne
- La sénatrice Claudette Tardif, ancienne doyenne. Elle y a aussi été professeure de langue française.
- Pierre-Yves Mocquais, ancien doyen
- Valérie Lapointe-Gagnon, professeure
- Anne-José Villeneuve, professeure
- Guillaume Durou, professeur
- Frédéric Boily, professeur
- Srilata Ravi, professeure
- Claude Couture, professeur retraité
- Gratien Allaire, professeur retraité
- Edmund A. Aunger, professeur retraité et membre émérite
- Christian Violy, ancien chargé de cours
- Marjolaine Boutin-Sweet, ancienne chargée de cours
- Léo Piquette, ancien étudiant